# Lego Battles
Lego Battles es un videojuego desarrollado por Hellbent Games y co-publicado por TT Games y Warner Bros. Interactive Entertainment. Su lanzamiento fue el 9 de junio de 2009 para la consola portátil Nintendo DS.

## Recepción
Este juego recibió las siguientes puntuaciones:
- Nintendo Power: 5 puntos de 10.[1]
- Game Informer: 7.5 puntos de 10.[2]

### Entradas de blogs
- . Kotaku.
- . Eurogamer.
- . Gametrailers.

- Datos: Q1991495